# 模擬市民3：夢想起飛
《模擬市民3：夢想起飛》是電腦遊戲《模擬市民3》推出的第二部作品。《模擬市民3》官方網站於2010年3月宣佈，將於2010年6月1日於北美推出。
本作加入了新的職業生涯，並可以在工作時控制模擬市民，操縱模擬市民的職業進展。本作增加了一些「自由業」，可讓一些以技能（例如寫作、發明等）維生的模擬市民有一份正職，增加遊戲的可玩性。

## 遊戲概述
《夢想起飛》是一部職業為基礎的資料片，也加入了新的職業生涯，例如消防員，私家偵探和設計師等。履行的職責和任務相關的工作機會也各有不同。消防隊員維修設備，撲滅火災，從燃燒的建築物中拯救其他模擬市民和清理瓦礫；私家偵探負責說服或賄賂的其他模擬市民並取得線報，或闖入房屋尋找證據；而設計師則是受僱於鄰居，並提供關於潮流的意見，提供化妝及造型服務。任務的成功或失敗取决於玩家怎樣控制模擬市民。
《夢想起飛》能夠實現自我就業，利用他們的現有技能創造新產品，如繪畫、發明品或文學作品，並從他們的作品取得利潤。
刺青藝術家和設計師這些職業讓玩家有能力修改其他模擬市民。例如複雜的刺青系統讓玩家的設計充滿了獨特性，具體表現爲能讓玩家選擇不同的刺青形狀，顏色和層次，而設計師可以設計服裝和髮型，這是模擬市民系列第一次開放這類職業。

## 發展
模擬市民工作室的總經理史考特·艾凡斯（Scott Evans）說：「各種各樣的職業生涯選擇是無與倫比的，我們從來沒有給玩家提供機會跟隨他們的模擬市民的工作，影響他們在工作時的行動。《夢想起飛》改變了這一切。模擬市民工作時的表現會直接影響到他們的生活，社區和鄰居，成為一個極為重要的部份。」
助理製片人格蘭特·洛迪耶克（Grant Rodiek）解釋說，以職業為基礎的資料片是玩一直想有的東西。「我們一直努力增加前作沒有的東西。」洛迪耶克的解釋的主要重點是資料片依賴於三個要素：玩家反饋，什麼是開發團隊想要做的和軟件的限制。
此外，爲適應手機平台的獨立版本正在開發中。

## 外部連結
- 《模擬市民3：夢想起飛》官方網站 （英文）

1. ↑  .   [2016-10-18]. （原始内容存档于2019-09-11）.